# 虎尾蘚
虎尾蘚（学名：Hedwigia ciliata）为虎尾蘚科虎尾蘚屬下的一个种。